# 召喚惡魔
《召喚惡魔》（日语：よんでますよ、アザゼルさん。）是日本漫畫家久保保久的日本漫畫作品，於講談社青年漫畫雜誌《Evening》2007年21號開始連載。

## 故事簡介
故事是講述惡魔偵探及其助手，還有邪惡惡魔的週邊所發生的騒動。動畫版則因媒體緣故，將原著裡一些較兒少不宜的對話與畫面，打上馬賽克並給以消音；另外本作品在台灣播映時被列入輔導級。
原作名稱之英文譯名「You're Being Summoned, Azazel-san.」，按日文之文法關係，惡魔阿薩謝爾實屬被召喚者。中國地區常用譯名「惡魔阿薩謝爾在召喚你」與日文名稱並不一致。

## 登場人物

### 芥邊偵探事務所
惡魔偵探芥邊經營的偵探事務所，由於偵探所是召喚並運用惡魔的職能來解決事件，每當有委託人上門委託事件時，芥邊都會對委託人特別聲明接下來的事件屬於事務所範疇外，因此委託人出了任何事情一概不負責。該棟建築物被芥邊設下能夠阻擋天使強力的結界，甚至在裡面召喚出來的惡魔也會被結界限制，變成有別於魔界的姿態。在傑艾魯事件過後，為了不被天使發現而搬到另外的城市。
芥邊殿（聲優：浪川大輔；台灣：李景唐）
本作的人類男主角，芥邊偵探事務所的惡魔偵探。佐隈的雇主，特徵是黑色短髮與往上吊的眼睛（動畫版生氣時，眼睛會變成血紅色或紫色）。為人冷酷高傲，毫無慈悲心可言，且陰險狡詐，行事不擇手段，目空一切，有時為了一些目的甚至會擺出爽朗的笑容更令人毛骨悚然，同時厭惡看到別人幸福的樣子，還提到世上並沒有所謂聖人君子這種東西存在，能自由召喚惡魔並以極其嚴重近乎虐待的暴力來驅使祂們做事，不過他奇怪地竟然主張「殺人不符合他的主義」。為了不讓魔導書落入惡人手中，而四處蒐集魔導書。基本上是所向無敵，能反彈惡魔的攻擊，設下連天使都無法進入的結界，甚至輕易破壞異次元空間的結界，本身有一股否定惡魔般的可怕氣勢，也因此惡魔們都相當懼怕他，摩洛克甚至形容他是「惡魔界的和田秋子」。
他在佐隈來到事務所工讀的第二個月，正式教導她召喚惡魔的方式。平時經常對佐隈表現淡然的態度，甚至將一些麻煩的委託交給她處理，但在佐隈遇到惡魔相關的麻煩時還是會出面解圍。因為工作的緣故，有時候還會到國外出差。與珍犯寺的住持堂珍光三是多年老友。在漫畫第68話甚至有破壞保全系統並偷走魔導書的紀錄。
在第160話中，擋住天神的攻擊及額頭露出與天神一樣記號。
佐隈鈴子（聲優：佐藤利奈；台灣：龍顯蕙）
本作的人類女主角，就讀早瀨田大學2年級。芥邊偵探事務所的工讀生，芥邊常將一些麻煩的任務塞給她。父母離異，現時和母親同居。外表是個清純有禮貌，深褐色短髮與墨綠色雙眼的眼鏡娘，實際上卻有著極度腹黑的性格，一旦阿薩謝爾闖禍就會給予可怕的懲治。尤其在喝了酒後態度更容易大變，就某方面來講可以稱之為是第二個芥邊。雖然才剛開始成為惡魔使，但她的召喚惡魔的功力也日漸強大。而當芥邊不在時，則會負責代替芥邊接下委託人的生意。通常在芥邊認為某些惡魔能力不中用時，負責收留芥邊看不上眼的惡魔。
由於是近視眼，因此拿下眼鏡的時候無法看見任何事物，但曾因為溫蒂妮的忌妒能力，陰錯陽差的短暫恢復視力，甚至連幽靈都能看得到。另外，她的姓氏佐隈（SAKUMA）隱含惡魔（AKUMA）的讀音，但因為名字「鈴子」（RINKO）的讀音與日文的「陽具」（CHINKO）接近的緣故（漫畫版特地將「陽具」一詞塗黑），使得童年時代的佐隈經常成為別人嘲笑的對象，甚至還遇過被人性騷擾的經驗。
據芥邊所稱，佐隈實為受到詛咒而沒有男人運。本人相當擅長料理。故事最終章離開芥邊偵探事務所，雖一度交上男友，卻因為阿薩謝爾臨時投胎讓她以處女之身生下孩子，導致男友被嚇跑而將阿薩謝爾痛扁一頓。
堂珍光太郎（聲優：白石涼子；台灣：龍顯蕙）
珍犯寺的住持堂珍光三（簡稱「陰光」）的孫子，國一生，古辛的契約主，性格好色，喜歡漂亮大姐姐的胸部，為了能一窺所有胸部而召喚出古辛。與祖父陰光相依為命，在陰光過世後光太郎原打算交由最疼愛他的阿姨小夜子收養，但實際上小夜子卻只是貪圖陰光的遺產，後來她得知陰光生前欠下大筆債務而將寺廟的所有財產通通抵押給芥邊，加上受不了光太郎好色的性格，隨即露出真面目並放棄收養光太郎，而光太郎最後也因為召喚惡魔的代價-必須獻上祭品，而被古辛吃掉對小夜子的記憶（動畫版被古幸吃掉對祖父的記憶），之後住在芥邊偵探事務所，負責幫芥邊處裡雜務。與小山田治是互相利用的朋友關係。

### 惡魔
阿薩謝爾篤史（聲優：小野坂昌也；台灣：孫誠）
契約者：瑪麗亞→芥邊→佐隈鈴子
魔導書封面：咖啡色
職能：淫奔—自由控制人體荷爾蒙的分泌，使對方性無能或性高漲，也能看出女性生理期的來潮與否。控制人類的陰莖勃起程度，並操控當武器。
本作的主角，下級惡魔，使用武器為三叉槍，在人間界的外型像留著橘色短髮的狗，連執行任務也要偽裝成狗的樣子，魔界的原型是有著紅色沖天髮，身材健美，背後有對蝙蝠巨翼的羊人（還頗帥的），特技是性騷擾，說話帶有關西腔（華語配音改為山東腔）。性格好色狡詐，心機頗重，知道哪邊有好處就會往哪邊站，甚至拿來做壞事，一旦得到好處就會背叛佐隈，但最後往往都會遭到報應，是標準的欺善怕惡兼貪生怕死型，理解能力極差，言詞也十分低級，常被佐隈或芥邊打至大量出血。祭品永遠都只有「豬腳」或「薩克模型的脚」。在動畫中，薩克模型的脚被消音並打上馬賽克，看起來就是很糟糕的不明物體。另外，他在魔界的住處充斥著許多女性犧牲者與各種淫慾相關的陳設。與別西卜是總角之交。動畫第二季中因為印裘巴斯來到事務所後搶了他許多工作，加上他被清子戴綠帽（其實是演戲，印裘巴斯被清子脅迫）造成覺醒，封印的力量湧現出來後打算去找印裘巴斯算帳，卻因為中途跟路邊的混混三人打架輸了最終以失敗收場，待在家裡足不出戶，被別西卜拖到人界後才說出實情。漫畫第74話裡正式覺醒。
在故事後期最終為了對抗天界讓人間變成無慾的影響，耗盡自身力量消失殆盡。故事最終章投胎成佐隈的孩子，造成佐隈的戀情告吹。
「THE END OF THE SON」（絕子絕孫）
於漫畫第66話使用，阿薩謝爾目前最強的招式。凝聚大量的逆向淫欲能量，讓對方的生殖器陽痿，使對方受到強烈打擊倒地。缺點是阿薩謝爾使用這招的同時也會受傷，而且對詛咒對象再次使用此招的話，會因為受詛咒對象體內的淫欲詛咒力量過於強盛，導致受詛咒對象的生殖器變成極為巨大的模樣，甚至能夠直接破壞大宅的屋頂。
清子（聲優：釘宮理惠；台灣：錢欣郁）
和阿薩謝爾同種族的女惡魔，稱呼阿薩謝爾為「阿醬（ア-ぢあん）」。第1話中在與阿薩謝爾「嘿咻」的時候被芥邊一起被召喚到人間界，認為殺人是惡魔的本質，對芥邊以契約拘束阿薩謝爾感到相當不滿，最後被芥邊以很煩和很吵為由強制送回魔界。魔界原型姿態是個留著翹尾短髮，容貌秀麗，胸部被毛髮遮蔽的女性羊人。很喜歡阿薩謝爾，並期待阿薩謝爾能夠成為魔界的魔王，但阿薩謝爾卻對她的緊迫逼人傷透腦筋。雖然容貌可愛，但其實性格武力很兇殘暴力，深愛阿薩謝爾但時常家暴他，曾說「為了阿薩謝爾就算是殺人我也在所不惜」，為了讓陷入低潮的阿薩謝爾覺醒脅迫印裘巴斯演戲假裝強暴她，藉此造成阿薩謝爾覺醒，希望他能成為魔王，但最終還是以失敗收場，最後代替阿薩謝爾去揍了印裘巴斯一頓。
阿薩謝爾的媽媽（聲優：高木禮子）
髮型為爆炸頭，為祂那不務正業又愛玩的不良兒子感到相當憂心，因為晚上要打工的緣故，所以阿薩謝爾都會提早吃飯。
別西卜 優一（聲優：神谷浩史；台灣：吳文民）
契約者：佐隈鈴子
魔導書封面：黃色
職能：暴露—從眼睛發出光線，讓對方主動暴露出骯髒醜陋的本性，或是迫使對方說出真心話，另一作用可以驅動生物排泄的本能
魔界中的貴族，在人間界的外型像是穿著深藍色外套與青色西裝背心，頭戴皇冠的黃色翹短髮企鵝，不過實際上是個蒼蠅，魔界的原型是個美男子（在人界時也可暫時維持原型，動畫版則是需要芥邊解除結界），戰鬥時能變身為巨大的蒼蠅，實力強到差點跟路西法把魔界毀滅。阿薩謝爾都稱祂作「小貝（べ—やん）」，雖然兩人是從小學到中學時期的好友，但貝西卜有時會對阿薩謝爾露出腹黑的一面。由於長年看透許多人心醜惡面的緣故，即使只瞄一眼對方的表情，也能猜出對方大概的心態。喜歡的食物是糞便（飲料、香水則是尿），除此之外祂還是個咖哩愛好者，絕不允許任何人褻瀆咖哩，但也認為「咖哩沒有規則」。平時言談舉止雖然很有禮貌，卻很容易暴怒，最討厭別人稱祂為「戀糞癖」或「吃屎的」（動畫版則會將「戀糞癖」一詞消音）；在吃了羊糞便之後會有魔力增強的效果。大部分的時候是站在佐隈這邊，卻和阿薩謝爾一樣，只要情勢不利於自己就會見風轉舵。
魔界的住處是一座豪華的宅邸，後來因為不滿佐隈使喚祂的態度，所以將貼著佐隈照片的草人放在一個蒼蠅箱裡，讓裡面的蒼蠅啃食它。祂在魔界的人氣僅次於路西法。
「最後的大笨鐘」
於漫畫第68話使用，將強力的暴露能量凝聚在手中並射向對方，使對方因忍受不住強烈的便意並當場排泄。貝西卜曾用此招抵銷怪人48面相身上失控的「絕子絕孫」。
動畫第4話，在吃下一整盤羊糞後疑似對芥邊使用此招，但卻被芥邊單手彈開。（後來被芥邊得知整件事情的經過時非常火大）
溫蒂妮惠（聲優：小林優；台灣：錢欣郁）
契約者：芥邊
魔導書封面：綠色
職能：嫉妒—奪走所嫉妒之人身邊的東西，如容貌、金錢、地位等有形無形的東西，但只適用於被溫蒂妮所嫉妒的對象。當溫蒂妮感到幸福的時候，所忌妒之人身邊被奪走的事物也會一併復原。
外表是個留著金色長髮，綠色身軀的人魚，在人間界的外型則是有著魚臉的人魚，3000多歲，特技是口交（動畫版將此消音）。有在人間抽菸的習慣。喜歡芥邊，嫉妒心強，不允許芥邊的身邊有其他女孩子靠近，由於已過了適婚年齡很容易陷入戀愛，因此常會被壞男人所騙，就連她所接觸過的心儀對象，往往都會因為她發生不幸的後果（芥邊除外）。當肉慾達到最高潮的時候，便會變身為與戀愛對象相同的種族。芥邊認為她是一條非常麻煩的魚。她會要求締結契約的對象親口說喜歡她作為祭品，才能讓契約成立。雖然身為惡魔，但意外地對幽靈非常害怕（見漫畫/動畫第四話）。
魔界的住處是一座地下湖泊。跟其父母親長的不像，父親非常小隻，有如長著八爪魚腳的人類顱骨，而母親的形象是十分巨大的鯊魚利維坦。在魔界的姿態非常美麗，與人界姿態相差許多，並且上身非常豐滿窈窕，僅用長髮遮住胸部，瞳色是紅色，但有濃厚的魚腥味和溼氣。母親因為絕症只剩下三百年的壽命，因此希望在母親臨終前趕快出嫁。
沙拉曼達公威（聲優：中井和哉；台灣：陳幼文）
契約者：岡田法男→芥邊→佐隈鈴子
魔導書封面：紅色
職能：革命—利用言靈之力，能將說話者的發言變成發話者本人的想法或價值觀，即使原本的話語是謊言或是場面話；甚至還能藉由言靈讓肉體產生巨幅的變化。但是能力只有在發話者講完話的那一瞬間才能發動。
在人間界的外型是一隻圍著兜襠布，穿著木屐，手持愛刀「孫六」的紅色馬面蜥蜴，魔界的外貌則在原作159話才初登場。是一名武士，大男人主義，主張「男尊女卑」，對佐隈的態度很差，佐隈如果與祂搭話就會被吐口水，被貝西卜視為在男女平權社會裡的問題人物。原契約主岡田因為被魔導書懲罰（變成一隻肥大的蜥蜴），並轉讓給了芥邊，後來契約主雖然變成了佐隈，但祂仍堅持自己真正的主人只有芥邊一個人而已。像一般蜥蜴一樣可以斷尾求生，和嚴酷的外表不同的是他有特殊的M體質，只要被暴力以對就會情緒高漲，有時候也會做出切腹的舉止，但被阿薩謝爾吐嘈是因為想從中到快感才這麼作。名字「公威」是參考三島由紀夫的本名平岡公威。
摩洛克義伸（聲優：玄田哲章；台灣：陳幼文）
契約者：芥邊
職能：暴虐
魔導書封面：黑色
外表是一隻角套著金環的牛，在人間界的外型則是穿著乳牛裝的牛布偶，阿薩謝爾常稱呼祂為「摩摩」，性格粗暴，什麼事都想用暴力來解決，曾建議阿薩謝爾把芥邊幹掉，因為是牛的緣故，所以不能吃有牛肉的食品，曾因為不肯吃佐隈準備的咖哩，讓佐隈差點被魔導書懲罰,后因芥邊即時出現並強制摩洛克吃下咖哩而使懲罰中止。在原作第10話中被芥邊從地球的另一頭執行任務時順便帶了回來，芥邊也提到祂比任何惡魔（特別是阿薩謝爾和貝西卜）都還要來得可靠許多，後因為其魔導書被天使沙利葉搶走，之後便在阿薩謝爾等人的面前消失（魔導書一旦被收回天界，惡魔的靈魂將會消失並且永不再復甦）。
因為可愛（？）的外表，被食品公司看中作為宣傳娃娃的範本，引起了一陣風潮、甚至被做成動畫。
摩摩二世（聲優：玄田哲章）
摩洛克義伸的弟弟，「摩洛克一族」的繼承人候補，但因為先前魔法書被天使回收，因此還只是個沒有任何職能的普通惡魔，將已經死掉的哥哥視為一族之恥，並打算藉由殺死芥邊來報仇，和初代摩洛克一樣只用力量不用頭腦，但是其兇暴性和權利都是貨真價實，連貝西卜也為之震顫，然而向芥邊報仇的計畫失敗，摩摩二世也因為驚嚇過度而毛髮全白，雖然牠表示已經發現芥邊的秘密，卻在隔天連同其它小摩玩偶一起被送走。後來被阿薩謝爾發現時，已經是經過科學家改造的模樣。
貝希摩斯
契約者：佐隈鈴子
職能：怠惰—奪去對方的幹勁，因為做事總會慢半拍，連契約者遭到懲罰而野獸化的特徵也是慢慢浮現出來。
外表是長的像熊貓的貘。發言惡毒且相當輕視別人，性格奇懶無比，對執行契約的態度十分怠惰，無論做什麼事都毫無幹勁，懶到連電動買了都要別人幫祂玩，另一方面祂覺得怕麻煩比怕痛還優先，也因此懲制類的咒語通常都對祂無效，難搞的個性連芥邊非常討厭召喚祂出來，最初被佐隈召喚出來執行委託，但貝希摩斯卻因為一直不使用佐隈提供的祭品（電玩）而差點害佐隈遭到懲罰，最後由於貝希摩斯不小心弄壞電玩，被魔導書視為使用了祭品而讓祂與佐隈之間的契約成立。
古辛賢（聲優：山口登）
契約者：陰光→堂珍光太郎
魔導書封面：褐色
職能：忘却—能把人類的記憶吃掉，特別喜歡幸福的記憶。吃掉的記憶也可以歸還。
所羅門七十二柱魔神中的第11柱，外表是頭部兩側長著向後彎的角，背後長著雙翼，紅色腹部的猴子，在人間界的外型像包著尿布的猴子，所羅門七十二中學卒業，有嚴重的健忘症和被害妄想症，通常同樣一句話都要重複好幾次，個性上較為溫吞，但卻非常聽話。除了吃記憶，祂的另一項能力「順風耳」是可以聽到遠處的聲音，因此常認為魔界的人都瞧不起祂。
路西法（聲優：子安武人）
契約者：千波十美子
職能：傲慢－過度的否定現在，以致虛假的「想像」成為「事實」。
魔界的原型是個梳著背頭，皮膚黝黑，左臉、胸膛、右臂有著蛇紋刺青，左邊的肩膀與胸膛分別刺著英文字句與蘋果般的蛇首，穿戴緊身褲與披風的不良男子。戰鬥時能變身為巨龍（也有可能是蛇），在人間界的外型像是長著兩對黑色翅膀的無尾熊，性格桀傲不遜，傲慢程度連芥邊都不放在眼裡，敢於對他挑釁，甚至舉中指，擁有足以讓魔界毀滅的可怕力量。是個毒蟲，非常喜歡大麻，但似乎也能接受一般的雜草，在魔界與貝西卜戰鬥到一半，被佐隈一起召喚到人間界，就在芥邊打算逼迫他簽訂契約之時，因為剛好被契約者十美子召喚而逃過一劫。但芥邊仍然沒放棄將路西法收為己有的念頭。雖然在言語上證明他不怕芥邊，但到了同千波十美子見面後，身體的潛意識卻因恐懼芥邊而令他尿褲子，令他倍感受辱，並發誓總有一日要把芥邊幹掉。
在魔界是比貝西卜還高人氣的明星，就連阿薩謝爾都是祂的粉絲。
歐賽健太郎（聲優：山口太郎）
契約者：小山内治
職能：模仿－能複製出與契約者所擁有的知識和記憶相呼應的物體。
所羅門七十二柱魔神中的第57柱，在人間界的外型是披豹紋披風，戴著厚底牛奶瓶眼鏡的狸，性格膽小老實，因此常被阿薩謝爾欺負，是所有惡魔當中少數的正常人。
艾利諾姆（聲優：谷山紀章）
契約者：丸米→佐隈鈴子
魔導書封面：深藍色
職能：絕望－奪走人類的希望，被奪走的希望的人不再相信任何人事物，最後甚至會失去想活下去的信心，一步步走向尋死之路。
上級惡魔，在人間界的外型像是留著飛機頭的豬，綽號「死之王」。
薩格納塔斯（Sargatanas，聲優：金田朋子）
契約者：怪人48面相（佐隈的父親）
職能：隱型－創作異次元空間的結界，隱蔽事物。結界內的對象能看到外面的事物，也能將聲音傳到外界，但外面的人無法看見被困在空間內的對象。對於實力過於強大的對象（如芥邊）則無法發揮抵擋的作用。
在人間外型是個背後有足球花紋，嘴裡含著塞口球的兔子。其主人怪人48面相利用祂的職能犯下多起綁架案件，因為被芥邊奪去重要的事物而綁架佐隈，逃到祂創作的結界，但仍被芥邊輕易踹破結界，救出佐隈。怪人48面相更被阿薩謝爾用特殊技「THE END OF SON」變成只剩半截生殖器，後來怪人48面相嘗試用黃色書刊賄絡阿薩謝爾為他消除詛咒，但在佐隈的脅迫下，怪人48面相再次中了「THE END OF SON」使得生殖器變成極為巨大的模樣，雖然貝西卜運用職能使其恢復了正常，卻在事後帶著薩格納塔斯逃離現場。
印裘巴斯（Incubus，聲優：豐永利行）
契約者：佐隈鈴子
職能：誘惑－讓受詛咒對象失去理性中的他人的自我，成為慾望的奴隸
專門進入年輕女性夢境，化身成理想對象與其性交的夢魔。魔界原型是隻留著卷髮，長著內彎羊角與惡魔翅膀，面容宛若清純少年的萌萌半羊人，在人間的姿態則是戴著卷髮和羊角頭套，明亮大眼，肌膚黝黑的貓。由於能力特性和阿薩謝爾很接近，加上工作勤奮認真的緣故，被佐隈認定比阿薩謝爾還要可靠。但其實本身是個思想邪惡，為了目的不擇手段的人(實際上是被清子威脅和她演了一場戲)，假裝強暴了清子，希望能由此刺激阿薩謝爾覺醒，雖然造成阿薩謝爾覺醒了但是最後還是以失敗收場，被清子揍了一頓。
？
本名與種族不詳，有著烏賊的頭部，人類的上半身與章魚觸腳的惡魔。溫蒂妮的父母曾經將祂的照片拿給溫蒂妮過目，卻被溫蒂妮以「討厭章魚」為由將照片扔在一旁。

### 神・天使
與惡魔敵對的天界居民，最高領導人是天神，底下則是不同位階的天使。天使以維持人間平衡秩序做己任，但除了惡魔相關的事件以外，對於人類之間的犯罪衝突是旁觀不管。順利回收魔導書的天使，將會獲得天神嘉獎而升遷。違逆天神的天使，不是被逐出天界變成人類或惡魔，就是會遭到天神制裁。
天神（聲優：谷口節（第1期）／小杉十郎太（第2期）；台灣：陳幼文）
特徵是全身漆黑，只露出頭上的記號和一對眼睛。相當的以自我為中心，凡事都是能讓自己開心就好，甚至在會見其他天使時也會講黃色笑話，對於違逆他的天使都會被他逐出天界。雖說是天神，但卻喜歡看漫畫，住的地方還相當日式。根據傑艾魯的描述，他的聲音「低沉充滿魄力，又給人安詳穩重的感覺」。
米迦勒、尤利爾、加百列、拉斐爾
隨侍在神身邊的四大天使。
米迦勒（聲優：雪路；台灣：龍顯蕙）是身體呈現膠囊狀，鼻孔穿著一枚圓環的長髮胖男子。
加百列（聲優：福島亞美；台灣：錢欣郁）是頭髮束成髻狀，頭上有枚光環的小女孩。
拉斐爾（聲優：雨蘭咲木子）是蓄著長髮，右耳戴著一枚圓耳環，身材性感，穿短裙裝吊帶襪的巨乳女性，認為魔導書是罪惡的結晶，很容易因為小事流淚。
尤利爾（聲優：甲斐田裕子）是留著短髮，左耳配戴橫向半圓環，左臂有刺青的男性。個性非常冷靜忠誠，只要是神的命令都會奉命執行。
沙利葉（聲優：草尾毅；台灣：李景唐）
東京都澀谷區新宿區管轄天使。在情緒激動或感應到惡魔氣息的時候，雙眼會出現紅色的十字光芒。雖口口聲聲的說要肅清人間的罪惡，但只要被長相兇惡的人瞪一眼就會乖乖退縮，是個徹頭徹尾的膽小鬼。在酒吧調查的時候，無意間發現了摩洛克的魔導書，現出原形後將摩洛克的魔導書帶迴天界而獲得升遷，但也因此導致摩洛克的靈魂徹底消失。其後為了追捕溫蒂妮而假意和對方交往，試圖引誘溫蒂妮露出原形，卻因為個人過失導致同行的天使遭到天神制裁消失，遂將自己去勢而升級成大天使。
傑艾魯猛（聲優：藤原啟治）
企圖進入芥邊偵探事務所拿魔導書的天使，與其說是像天使，還不如說像是滿臉鬍子的登山客，因為只顧著登山的緣故，結果導致回收魔導書的時限即將到期，不得已之下只好下來人間上網蒐集資料（大多是上色情網站），結果意外看到有著拍到貝西卜原型的照片，更進一步找到芥邊偵探事務所，但因為結界的緣故不得其門而入。對自己的母親相當無禮，會翻桌讓飯菜全灑到地上，而最後因為並沒有拿到魔導書的緣故，被天神逐出天界。
迦基爾（聲優：逢坂良太）
天界最下層的童貞天使，在人間的外型是個戴眼鏡的學生。為了調查惡魔使一事來到佐隈的校園，誤打誤撞的參加聯誼會並發現佐隈和溫蒂妮的真面目。本想要利用對他產生好感的溫蒂妮套出佐隈的下落並回收魔導書，結果和溫蒂妮約會時被她親到嘴脣，違背了天界的紀律，最後被天神制裁而消失在溫蒂妮的面前。

### 其他
岡田法男（聲優：飛田展男；台灣：李景唐）
沙拉曼達的原契約主，尼特族兼跟蹤狂，沙拉曼達稱他為「尼特族中的勇者，跟蹤狂中的武士」，為了跟當紅模特兒小蛇而召喚出沙拉曼達，但卻因為沒確切掌握魔導書的內容，被得到主導權的沙拉曼達給憑依，芥邊利用溫蒂妮的職能擊敗沙拉曼達後，岡田也因為違背魔導書的法則而被魔導書懲罰變成蜥蜴。
蛇原田（聲優：葉月繪理乃；台灣：錢欣郁）
當紅的女性模特兒，因為懼於岡田的跟蹤，委託芥邊為她趕走跟蹤狂，後來芥邊借用溫蒂妮的職能令其外貌變醜變胖，令岡田見狀後為之退縮，最終因為芥邊向溫蒂妮致歉而恢復原狀。
星史（聲優：岩田光央）
牛郎俱樂部「sanctuary」的三級牛郎，夢想是成為牛郎界的第一紅牌，因為有成為惡魔使的才能（看的見惡魔），加上愚笨好操弄的個性，使阿薩謝爾決定利用他來統治全世界的女性，之後阿薩謝爾不但使用自己的職能讓星史變得很受歡迎，更用計從佐隈手中搶走了魔導書，打算等自己與佐隈的契約期限到了就跟星史正式訂契約，星史卻因為突如其來的「便意」而擅自將魔導書撕下來當衛生紙擦屁股，犯下「毀損魔導書」的重罪，最後被魔導書懲罰變成螳螂。
陰光
光太郎的爺爺。芥邊的老朋友，生前向他借了一大筆錢。
金友（聲優：皆川純子；台灣：錢欣郁）
芥邊偵探事務所所在大樓的房東，是個性情吝嗇的老婦人，經常沒有經過房客同意便進入住戶的房間，甚至還會擅自拿走住戶的財物來充當房租。因為被沙拉曼達的職能影響，改變了原本苟刻的性情，還一度想將從芥邊收來的300萬日圓退還給佐隈，後來天使傑艾魯委託金友幫他取走魔導書，她卻在半途改變念頭，將300萬日圓交給傑艾魯並將魔導書歸還給芥邊等人。事後芥邊等人搬離該棟大樓時，還提到金友是讓他決定搬遷的理由之一。
千波十美子（聲優：三石琴乃）
路西法的契約主，於全世界擴展事業版圖的能幹女社長，在六本木新城有辦公室，綽號「六本木新城妖怪」，真實年齡不明，因為路西法的職能，使她到了某個年齡之後突然停止老化，甚至變的更年輕，從路西法在她身上解除咒語這點來看應該是名高齡女性。
小山内治（聲優：木村良平）
戴眼鏡的少年、光太郎第二次轉校時的同班同學、歐賽的契約主。雖然有著相當厲害的藝術造詣，卻對於女性的私處有極度的執著與好奇心，此外也十分憧憬科學事物和懂得發明改造物體。因從未真正見過女性私處的關係，連他雕刻的女性雕像私處也是海葵的樣子。後來為了窺探女性私處，暗地在女廁加裝針孔攝影機，卻因為拍到校長如廁的畫面大受驚嚇而向學校請假，光太郎更以此事威脅小山內幫他完成100本魔導書的贗品。事後小山內與光太郎成為以利益為前提交往的「好友」。
紐井（聲優：鈴村健一；台灣：吳文民）
光太郎轉校後的班導師，個性溫和但相當脫線，喜歡和平的校園，認為溫蒂妮是個可愛的女性。當溫蒂妮陪同光太郎到學校的時候，便對他一見鍾情，甚至還暗地慫恿紐井簽下她的契約書。結果因為校長不慎打破紐井贈送的花瓶，光太郎為了湮滅證據，命古幸消除校長和紐井的記憶（包含紐井與溫蒂妮結下契約一事）。後來溫蒂妮為了接近紐井發動嫉妒的職能，使得校園變成人間煉獄，結果紐井因為忘了自己說過喜歡溫蒂妮一事，被魔導書逞罰而變成魚，最後甚至還被古幸一口吃掉。名字的日文讀音和「小白臉」相近。
植村光（聲優：清川元夢；台灣：陳幼文）
佐隈的大學教授，在電視節目上聲稱自己因主張保護動物而奉行素食主義，但因為自我要求過高而得了自虐症，甚至還強迫自己的愛犬托奇吃素。因得知佐隈在偵探事務所兼職，委託佐隈尋找托奇的下落，但芥邊卻在懲戒貝西卜時，意外發現托奇被迫吃素的真相。後來芥邊和佐隈等人在動物節目上暗地將豬蹄丟給偽裝成托奇的阿撒茲勒，還命令貝西卜用光線擊中植村使其露出了真面目。事後植村教授便不在媒體面前出現，至於托奇則被一戶好心人家收養。
「CURSE」團長（聲優：檜山修之）
本名不詳，佐隈就讀大學中的同人團體領導人，過去因為被人欺負而當了幾年的家裡蹲，經過三年重考才考上大學。有雙手並用寫筆記的驚人特技。佐隈為了讓考試過關，以進入「CURSE」擔任COSPLAY的模特兒做代價，向他借筆記來溫習功課。後來貝西卜來到同人展要求佐隈回到芥邊偵探所，順勢待在同人展會場幫忙，結果因為「CURSE」團員在製作咖哩時誤用了貝西卜放在冰箱裡的下午茶點心（糞便），使會場發生了大規模食物中毒事件，導致「CURSE」因此事件宣告解散，貝西卜的魔界原型照更被參展的觀眾貼在網路上，成為傑艾魯發現芥邊偵探所的契機。
丸米信希（聲優：大塚明夫）
艾利諾姆的契約主。受痔瘡所苦來到醫院求診的光頭男子。過去曾經將保護兒童的生命安全視為己任，在戰場擔任掃雷軍人，但後來因為被敵人在臀部暗地設置了炸藥，導致臀部嚴重受傷，甚至還被一位在場的小男孩嘲笑而對人生徹底絕望，從此對人生抱持著極度悲觀的態度，甚至還命令艾利諾姆讓醫院裡的病患對人生徹底絕望。後來在佐隈等人的介入下，丸米不僅命令艾利諾姆解除他的職能作用，更因為阿薩謝爾的職能與醫院女護士成為男女朋友，自己也重拾了笑容。卻在出院沒多久被主治醫生的夥伴看上，而成為他的新伴侶。
溫波波
從異國來到佐隈的大學就讀的交換生。體格粗曠，胸部綴有鈴鐺，個性相當溫和怯懦。因為被詐欺師飢餓色之設局欺騙，佐隈的同學便委託佐隈處理此事。起先佐隈想讓溫波波變得更勇敢，而借用沙拉曼達的職能改變他的想法，但溫波波不小心將佐隈名片上的姓氏讀成惡魔而說成「想變得和惡魔一樣」，被沙拉曼達的職能影響變成怪物，後來因為誤打誤撞地和阿薩謝爾接吻恢復原樣，飢餓色之更被沙拉曼達的職能變成神之使徒。事後飢餓大師用他的財產成立宗教法人團體「豬之鼻」，溫波波則在回到故鄉後，將故鄉土產摩漏摩漏寄給佐隈做謝禮。
真子
僅在漫畫原著登場，佐隈的母親，外型看似相當年輕，和丈夫分開後獨自經營著花店。
Dr.葉加瀨川
擁有多項發明專利的博士，偶爾會抽空光顧風俗店。

## 用語
惡魔
魔界的居民，依照各自所屬種族不同，有著不同的生活習性。惡魔的壽命比人類還要長好幾倍，與天界的居民勢不兩立。簽定契約後，便可以牲品作交換來使喚惡魔。但是，如果是普通人的話主導權就會被惡魔奪去。只有惡魔使、少數有靈力、內心有缺陷的人才能看見惡魔，不過惡魔可以憑著自己的意識偽裝成其他姿態。此外，惡魔即使在魔界，也能和人類用手機聯絡。當惡魔的精神受到嚴重創傷甚至無法面對現實時，惡魔的自我就會陷入精神最底層的「虛無」深淵，且大多數墜入虛無的惡魔無法再度覺醒；事實上，在惡魔精神領域的「虛無」深淵，還隱藏著該惡魔的黑暗自我，會對該惡魔揭示還沒開發的潛能，一旦該惡魔與內心的黑暗自我融合，將會變得比平常狀態更加強大。
社會形態與人間相同，有小學、中學以及大學的義務教育設施，也有Contingent work的概念。魔界的貴族會在族名後以世來表示，代表著壽命和世代的交替。超過3000歲還沒有結婚的惡魔，會被視為剩魔男（女）。
契約
使喚惡魔前結定的契約，上面必須有契約人（惡魔與惡魔使）的親筆簽名，以及惡魔使的一枚血指印。若是契約被損毀，便會解除惡魔與惡魔使之間的契約關係。
職能
惡魔擁有的特殊能力。
魔界
惡魔的出生地。
悪魔使
與惡魔交換契約的人類。當限制惡魔的結界被破壞時，會使惡魔使受到影響。
牲品
要使喚惡魔必須提供牲品，作為惡魔的報酬。何種牲品是視乎惡魔的嗜好，但必須是對該人類有價值的物品。如果在沒有提供牲品便使喚惡魔、惡魔對牲品不滿意、或是惡魔使對牲品否定的狀況下，惡魔使就會受到懲罰。
魔導書
與惡魔締結契約者必須擁有的書籍，記載了召喚惡魔的方法、能力的詳細說明、不擅長的咒文、契約條件、勞動規則、基本酬勞、加班有無甚至是惡魔的私生活與弱點。沒有魔導書就和惡魔交易的人，就會被惡魔憑依使喚。違背魔導書準則的對象，將會被魔導書懲罰，變成對應該惡魔形象的動物。只要魔導書還在人間，惡魔就會擁有無限再生的強大生命力，但魔導書碰到惡魔的身體時，惡魔就會受到超常現象的懲罰。由於魔導書用特殊的文字來記載惡魔相關的資料，因此通常只有惡魔使才能理解文字的內容，但也有像光太郎那樣，透過其他惡魔使指導學會閱讀魔導書的例子。
若是魔導書被轉讓、損毀、失竊、遺失，等於惡魔使放棄與惡魔之間的契約，其中損毀、失竊、遺失魔導書的行為會讓惡魔使遭受嚴重的懲罰，甚至再也不能和惡魔締結契約，但失竊條件要在契約者以外的人佔有48小時才會成立，因此只要在時間內將魔導書取回即可，同時遭人損毀的魔導書內頁也會自動復原。一旦魔導書被帶到天界，該名惡魔的靈魂就會消失，而且永遠不會復甦。
懲戒咒語
記錄在魔導書裡，用來懲罰惡魔的咒語，通常以造成惡魔肉體傷害的懲戒方式為主。依據遭懲罰的惡魔等級、惡魔使的魔力程度，決定懲戒咒語的威力強弱（小至全身電擊，大至讓惡魔瞬間身體爆裂），但也有惡魔對懲戒咒語幾近免疫的狀況。
曼德拉草
生長在魔界的一種植物，蘿蔔般的塊莖上長著人臉，頂上長著一朵花，每當頭上的花瓣被扯掉一片時，就會發出淒厲的尖叫甚至會噴血。
天使
重視平衡，負責維護人間正義與秩序的天界居民。由於他們對於任何在人間合乎常理的事情只會在旁圍觀，因此他們不會拯救人類、病人、飢餓、貧困，甚至連戰爭或口角之類的衝突都不曾出手干預。一旦有異界生物企圖破壞平衡，天使就會親自出面調停，也因此與惡魔勢不兩立，將回收魔導書視為己任，甚至將惡魔使視為「受慾望驅使，壞事做盡的人類」，同時也是唯一能殺死惡魔的族群。
天使之間有著相當嚴謹分明的階級概念，祂們能做的事情與交往的對象範圍，都和祂們的位階高低成正比，其中最低階的童貞天使甚至連和別人接吻都是不被允許的。一旦天使被神驅逐出天界以外，四大天使將會在處刑台上除去該名天使的光環與雙翼，該名天使就會墮落人間，變成平凡的人類，對神有著強烈恨意的天使甚至會墮落成惡魔。至於違背天界規則的天使，則會被神施予制裁而徹底消失。
所羅門之環
芥邊用來限制惡魔力量的特殊結界，進入此結界的惡魔不但會被限制多數的力量，甚至連外型都會變得和魔界相差逕庭。

## 出版書籍
| 卷數 | 講談社         | 講談社                 | 講談社                 | 東立出版社     | 東立出版社             |
| 卷數 | 發售日期       | 通常版 ISBN            | 限定版 ISBN            | 發售日期       | ISBN                   |
| ---- | -------------- | ---------------------- | ---------------------- | -------------- | ---------------------- |
| 1    | 2008年4月23日  | ISBN 978-4-06-352222-8 | 不適用                 | 2010年6月10日  | ISBN 978-986-10-5071-3 |
| 2    | 2008年10月23日 | ISBN 978-4-06-352240-2 | 不適用                 | 2010年6月10日  | ISBN 978-986-10-5072-0 |
| 3    | 2009年4月23日  | ISBN 978-4-06-352263-1 | 不適用                 | 2010年8月13日  | ISBN 978-986-10-5073-7 |
| 4    | 2010年2月23日  | ISBN 978-4-06-352299-0 | ISBN 978-4-06-358316-8 | 2010年12月1日  | ISBN 978-986-10-5361-5 |
| 5    | 2010年9月22日  | ISBN 978-4-06-352324-9 | ISBN 978-4-06-358324-3 | 2011年4月26日  | ISBN 978-986-10-6492-5 |
| 6    | 2011年3月23日  | ISBN 978-4-06-352357-7 | 不適用                 | 2011年12月13日 | ISBN 978-986-10-7516-7 |
| 7    | 2011年11月22日 | ISBN 978-4-06-358368-7 | ISBN 978-4-06-358368-7 | 2012年7月30日  | ISBN 978-986-10-9178-5 |
| 8    | 2012年5月23日  | ISBN 978-4-06-352416-1 | ISBN 978-4-06-358370-0 | 2013年1月10日  | ISBN 978-986-317-303-8 |
| 9    | 2013年3月22日  | ISBN 978-4-06-352452-9 | ISBN 978-4-06-358434-9 | 2013年9月30日  | ISBN 978-986-332-249-8 |
| 10   | 2013年10月23日 | ISBN 978-4-06-352471-0 | ISBN 978-4-06-358464-6 | 2014年9月29日  | ISBN 978-986-337-439-8 |
| 11   | 2014年6月23日  | ISBN 978-4-06-354520-3 | ISBN 978-4-06-358464-6 | 2015年2月12日  | ISBN 978-986-365-230-4 |
| 12   | 2015年7月23日  | ISBN 978-4-06-354567-8 | ISBN 978-4-06-358771-5 | 2016年6月30日  | ISBN 978-986-431-911-4 |
| 13   | 2016年4月22日  | ISBN 978-4-06-354612-5 | 不適用                 | 2016年10月10日 | ISBN 978-986-470-225-1 |
| 14   | 2017年7月21日  | ISBN 978-4-06-354647-7 | 不適用                 | 2018年5月3日   | ISBN 978-986-486-651-9 |
| 15   | 2018年4月23日  | ISBN 978-4-06-511255-7 | 不適用                 | 2019年11月20日 | ISBN 978-957-26-1150-0 |
| 16   | 2019年2月22日  | ISBN 978-4-06-514496-1 | 不適用                 | 2020年11月6日  | ISBN 978-957-26-2980-2 |

## 動畫

### OAD
2010年2月22日發售的單行本第4卷的特裝版『牛箱』同梱DVD中收錄的OAD、故事內容為原作第6話『泣き牛編』。
2010年9月22日發售的第5卷初回限定版的同梱DVD中收錄的OAD，故事內容為為原作第1卷收錄的『セーヤ編』。

#### 製作人員
- 監督、作畫、演出 - 水島努
- 劇本 - 谷村大四郎
- 人物設計 - 谷口淳一郎
- 作画監督 - きしもとせいじ
- 美術監督 - 小倉宏昌
- 道具設計 - 植田實
- 音響監督 - 若林和弘
- 音樂 - 高木隆次
- 動畫製作 - Production I.G

### 電視動畫
2010年12月發表動畫化。於2011年4月在每日放送、AT-X、BS11、TOKYO MX開始放送。聲優沿用OAD版。

#### 製作人員
- 原作 - 久保保久（講談社「イブニング」連載）
- 監督 - 水島努
- 人物設計、總作畫監督 - 谷口淳一郎
- 美術監督 - 小倉宏昌
- 美術設定 - 岩熊茜
- 道具設計 - 植田實
- 色彩設計 - 佐藤真由美
- 攝影監督 - 荒井榮兒
- 編輯 - 植松淳一
- 音響監督 - 若林和弘
- 音樂 - 高木隆次
- 製作人 - 飯田郁乃、林玄規
- 動畫製作 - Production I.G
- 製作協力 - 講談社、King Records、クロックワークス、メモリーテック
- 製作 - 芥邊偵探事務所

#### 主題歌

##### 召喚惡魔
片頭曲「大流行病!!」（第1話 - 第13話）
作詞 - nyanyannya／作曲 - sham／編曲 - Team.ねこかん[猫]／歌 - Team.ねこかん[猫] featuring.米倉千尋
片尾曲「Like a Party」（第13話）
作詞 - 作曲 - nyanyannya／編曲 - Team.ねこかん[猫]／歌 - Team.ねこかん[猫] featuring.米倉千尋
插入曲「マシュマロDJ」（第6話）
作詞 - こだまさおり／作曲：虹音／編曲：菊谷知樹／歌 - ヤクザ親分（Cv.長嶝高士）＆ヤクザ手下A（Cv.中田隼人）＆ヤクザ手下B（Cv.西健亮）
插入曲「Strawberry Magic ♥♥♥喵玲♥♥♥」（第10話）
作詞 - 水島努／作曲、編曲 - 高木隆次／歌 - 野原野草苺（中嶋ヒロ）

##### 召喚惡魔Z
片頭曲（第2話 - 第13話、第1話片尾曲）
作詞：nyanyannya／作曲：sham／編曲：[猫]／歌：[猫] featuring.米倉千尋
片尾曲「Sticky Lucky Stupids」 （第13話）
作詞、作曲、編曲 - nyanyannya／歌 - Team.ねこかん[貓] featuring.米倉千尋
插入曲（第1話）
作詞：水島努／作曲・編曲：高木隆次／歌：（浪川大輔）
插入曲「まあ不可思議アバンチュール」（第7話）
作詞 - 水島努 / 作曲・編曲 - 高木隆次 / 歌 - ドンボルカン山口
插入曲「変なうた」（第9話）
作詞 - 水島努 / 作曲・編曲 - 高木隆次 / 歌 - 変人48面相（Cv. 三木眞一郎）
插入曲「Sticky Lucky Stupids」(最終話のみ)
作詞 - nyanyannya / 作曲 - sham / 編曲 - Team.ねこかん[猫] / 歌 - Team.ねこかん[猫] featuring.米倉千尋

#### 各話列表
| 話数   | 日文標題                     | 中文標題                   | 腳本       | 分鏡          | 演出     | 作畫監督                               |
| 第1季  | 第1季                        | 第1季                      | 第1季      | 第1季         | 第1季    | 第1季                                  |
| ------ | ---------------------------- | -------------------------- | ---------- | ------------- | -------- | -------------------------------------- |
| 第1話  | 登場！悪魔探偵と悪魔とバイト | 登場！惡魔偵探與惡魔與兼職 | 谷村大四郎 | 水島努        | 水島努   | 谷口淳一郎                             |
| 第2話  | 魔界のプリンス               | 魔界的王子                 | 後藤みどり | 湖山禎崇      | 湖山禎崇 | 谷口淳一郎                             |
| 第3話  | 漢達の革命                   | 男子漢們的革命             | 滿仲勸     | 滿仲勸        | 滿仲勸   | 岸本誠司                               |
| 第4話  | 妬き魚                       | 嫉妒魚                     | 滿仲勸     | 滿仲勸        | 滿仲勸   | 岸本誠司                               |
| 第5話  | 哀☆カレー博                  | 哀之咖哩博覽會             | 後藤みどり | 岩崎太郎      | 岩崎太郎 | 中島千明                               |
| 第6話  | 暴虐のモロク                 | 暴虐的摩洛克               | 後藤みどり | 岩崎太郎      | 岩崎太郎 | 中島千明                               |
| 第7話  | 妬き魚、再び                 | 嫉妒魚再次登場             | 谷村大四郎 | 湖山禎崇      | 湖山禎崇 | 植田實                                 |
| 第8話  | ヒモティス                   | 小白臉                     | 谷村大四郎 | 湖山禎崇      | 湖山禎崇 | 植田實                                 |
| 第9話  | 莓の戰士 登場ニョリンwww     | 草莓戰士 登場了喔          | 後藤みどり | 滿仲勸        | 滿仲勸   | 岸本誠司                               |
| 第10話 | イチゴのカレ－を召しあがれ   | 請品嘗草莓咖哩吧           | 後藤みどり | 滿仲勸        | 滿仲勸   | 岸本誠司                               |
| 第11話 | アルビニストエンジェル       | 登山天使                   | 谷村大四郎 | 水島努        | 水島努   | 植田實                                 |
| 第12話 | 汚い大家 善い大家            | 吝嗇的房東 友善的房東      | 谷村大四郎 | 水島努        | 水島努   | 河野真貴                               |
| 第13話 | べーやん                     | 小貝                       | 谷村大四郎 | 水島努        | 水島努   | 谷口淳一郎                             |
| 第2季  |                              |                            |            |               |          |                                        |
| 第1話  |                              | 愚兄賢弟                   | 谷村大四郎 | 水島努        | 水島努   | 黑岩裕美                               |
| 第2話  |                              | 看见牛了！                 | 谷村大四郎 | 水島努        | 水島努   | 加加美高浩                             |
| 第3話  |                              | 痔瘡大聖                   | 後藤みどり | 湖山禎崇      | 湖山禎崇 | 一居一平                               |
| 第4話  |                              | 絕望的艾利諾姆             | 後藤みどり | 湖山禎崇      | 湖山禎崇 | 勝谷遙                                 |
| 第5話  |                              | 惠，展開行動               | 後藤みどり | 日色如夏      | 日色如夏 | 植田實 頂真司                          |
| 第6話  |                              | 純天使，Baby               | 後藤みどり | 日色如夏      | 日色如夏 | 谷口元浩                               |
| 第7話  |                              | 龍神湖殺人事件（上集）     | 谷村大四郎 | 井端義秀      | 井端義秀 | 片桐貴悠                               |
| 第8話  |                              | 龍神湖殺人事件（下集）     | 谷村大四郎 | 井端義秀      | 井端義秀 | 飯飼一幸                               |
| 第9話  |                              | 歡迎蒞臨博物館             | 後藤みどり | 滿仲勸        | 滿仲勸   | 一居一平 折井一雅                      |
| 第10話 | THE END OF SON               | THE END OF SON             | 後藤みどり | 滿仲勸        | 滿仲勸   | 折井一雅 宗崎暢芳                      |
| 第11話 |                              | 小阿的現實                 | 谷村大四郎 | 湖山禎崇      | 小林敦   | 片桐貴悠                               |
| 第12話 |                              | 惡魔                       | 谷村大四郎 | 滿仲勸 小林敦 | 小林敦   | 飯飼一幸、大道寺美穗 宗崎暢芳、 頂真司 |
| 第13話 |                              | 黑暗                       | 谷村大四郎 | 水島努        | 水島努   | 黒岩裕美                               |

#### 播放電視台
除了網絡配信，本動畫分別與第1期的變研會和第2期的人魚又上鉤放在同一時段（30分鐘）內播放。
 日本深夜動畫：下文記載的日本国内播放時間使用日本標準時間（UTC+9）表示。因為部分時間标识會採用30小时制，因此請留意这类超过24:00的时间，其實際播放時間為翌日清晨。
| 播放地區   | 播放電視台   | 播放日期               | 播放時間（UTC+9）         | 所屬聯播網 | 備註                |
| 第1季      | 第1季        | 第1季                  | 第1季                     | 第1季      | 第1季               |
| ---------- | ------------ | ---------------------- | ------------------------- | ---------- | ------------------- |
| 日本全國   | AT-X         | 2011年4月8日－7月1日   | 星期五 23時00分－23時15分 | 衛星電視   | 有重播              |
| 日本全國   | BS11         | 2011年4月8日－7月1日   | 星期五 23時30分－23時45分 | 衛星電視   | ANIME+節目          |
| 東京都     | TOKYO MX     | 2011年4月8日－7月1日   | 星期五 25時30分－25時45分 | 獨立UHF局  |                     |
| 近畿廣域圏 | 毎日放送     | 2011年4月9日－7月2日   | 星期六 26時58分－27時13分 | 日本新聞網 | Anishower 第3部前半 |
| 日本全域   | NICONICO頻道 | 2011年4月11日－7月4日  | 星期一更新                | 網絡電視   |                     |
| 日本全域   | 萬代頻道     | 2011年4月18日－7月11日 | 星期一 12時00分 更新      | 網絡電視   |                     |
| 第2季      |              |                        |                           |            |                     |
| 東京都     | TOKYO MX     | 2013年4月6日－6月29日  | 星期六 25時00分－25時15分 | 獨立UHF局  |                     |
| 近畿廣域圏 | 毎日放送     | 2013年4月6日－6月29日  | 星期六 27時28分－27時43分 | 日本新聞網 | Anishower 第4部前半 |
| 埼玉縣     | 埼玉電視台   | 2013年4月7日－         | 星期日 23時30分－24時45分 | 獨立UHF局  | 第1期未播放         |
| 千葉縣     | 千葉電視台   | 2013年4月7日－         | 星期日 23時30分－24時45分 | 獨立UHF局  | 第1期未播放         |
| 神奈川縣   | 神奈川電視台 | 2013年4月7日－         | 星期日 23時30分－24時45分 | 獨立UHF局  | 第1期未播放         |
| 愛知縣     | 愛知電視台   | 2013年4月8日－         | 星期一 26時05分－26時20分 | 東京電視網 | 第1期未播放         |
| 福岡縣     | TVQ九州放送  | 2013年4月8日－         | 星期一 26時30分－27時45分 | 東京電視網 | 第1期未播放         |
| 日本全國   | AT-X         | 2013年4月11日－        | 星期四 21時00分－21時15分 | 衛星電視   | 有重播              |
| 日本全國   | BS11         | 2013年4月12日－        | 星期五 23時00分－23時15分 | 衛星電視   | ANIME+節目          |
| 日本全國   | 萬代頻道     | 2013年4月12日－        | 星期五 24時00分 更新      | 網絡電視   |                     |
| 日本全國   | NICONICO直播 | 2013年4月12日－        | 星期五 24時30分－24時45分 | 網絡電視   |                     |
| 日本全國   | NICONICO頻道 | 2013年4月12日－        | 星期五 24時45 更新        | 網絡電視   |                     |

## 外部連結
- evening官方網頁
- 動畫官方網頁
- 動畫官方網頁（StarChild） （页面存档备份，存于）
- 漫畫第4卷（通常版、特裝版）特設網頁